# Dino Cazares
Dino Cazares (ur. 2 września 1966 w El Centro w Kalifornii) – amerykański muzyk, kompozytor i instrumentalista. Cazares popularność zyskał jako wieloletni gitarzysta grupy muzycznej Fear Factory w której występował do 2002 roku lecz ponownie został członkiem od roku 2009. Współpracował on ponadto z takimi grupami jak Nailbomb, Asesino oraz Brujeria. Od 2005 roku występuje w grupie Divine Heresy.
W 2004 muzyk został sklasyfikowany na 81. miejscu listy 100 najlepszych gitarzystów heavymetalowych wszech czasów według magazynu Guitar World.
Na początku sierpnia 2021 został ogłoszony gitarzystą koncertowym Soulfly.

## Instrumentarium
- Dino Cazares Ibanez DCM100 Signature Guitar[6]

## Dyskografia
| Fear Factory - Soul of a New Machine (1992, Roadrunner Records) - Fear Is the Mindkiller (1993, Roadrunner Records) - Demanufacture (1995, Roadrunner Records) - Obsolete (1998, Roadrunner Records) - Digimortal (2001, Roadrunner Records) - Concrete (2002, Roadrunner Records) - Hatefiles (2003, Roadrunner Records) - Mechanize (2010, Candlelight Records) - The Industrialist (2012, Candlelight Records) - Genexus (2015, Nuclear Blast) |  | Asesino - Corridos de Muerte (2002, Koolarrow Records) - Cristo Satanico (2006, Koolarrow Records) Brujeria - Matando Gueros (1993, Roadrunner Records) - Raza Odiada (1995, Roadrunner Records) - Brujerizmo (2000, Roadrunner Records) Inne - Nailbomb – Point Blank (1994, Roadrunner Records, gościnnie gitara) - Soulfly – Soulfly (1998, Roadrunner Records, gościnnie gitara) |

## Filmografia
- 666 – At Calling Death (1993, film dokumentalny, reżyseria: Matt Vain)